# Luboń (osada leśna)
Luboń – osada leśna (do 2013 leśniczówka) w Polsce, położona w województwie pomorskim, w powiecie bytowskim, w gminie Lipnica.